# Боровский кремль
Боровский кремль — деревянная крепость Боровска, защищавшая наиболее древнюю часть города. Сегодня это место известно как Боровское городище.

## Описание

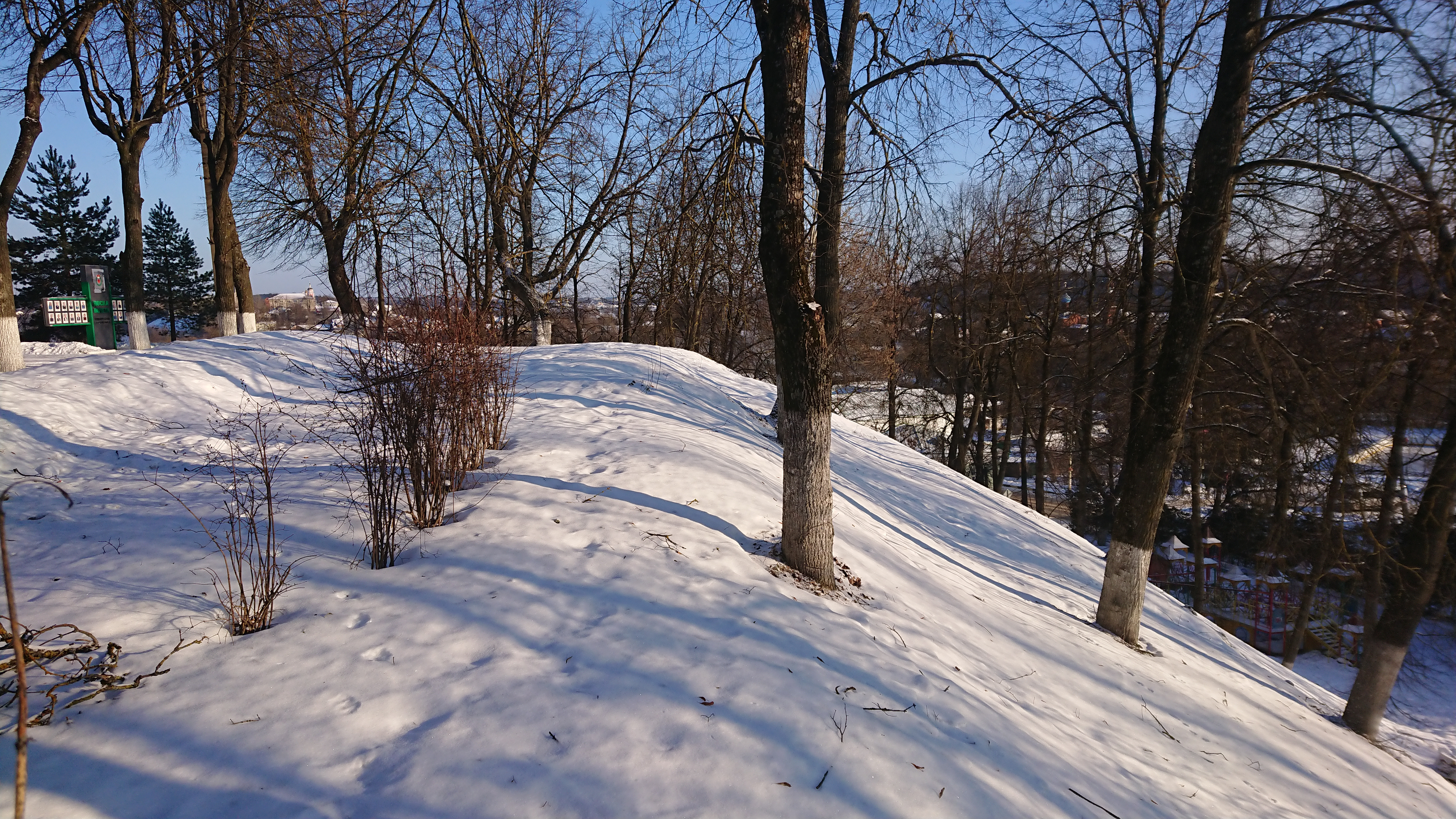
Южный склон Боровского городища

Боровская крепость располагалась на возвышенности 15—20 м над рекой Протвой, которая протекала к северу и востоку от неё. К реке вели ворота с одним затвором. С запада и юга городища шли резкие спуски. Здесь, на стыке спусков, стояла вторая проходная башня с одними воротами и двумя затворами. Башня выходила к торгу, перед воротами были зарублены тарасы, а около стен опускной щит. Вдоль стен, от одного спуска к другому был прорыт ров. Имелись и насыпные валы, на которых стояли деревянные башни и стены.
Крепость, имевшая форму неправильного треугольника, была рублена городнями. Кроме двух башен с воротами, крепость имела ещё четыре глухих. Протяжённость стен составляла 520 м. По часовой стрелке от проезжей башни через тайник до угловой башни 244 м. Далее до другой угловой башни 173 м и до второй проезжей башни 139 м. В XVII веке на территории бывшей крепости находился воеводский двор. Между тайником и тюрьмой располагался осадный двор Матвея Синявина, житницы царя Михаила Фёдоровича и Фёдора Игнатьева. На территории кремля стояли две церкви: Благовещенская и Никольская. Кроме этого, здесь находились приказная изба и тюремный острог, внутри которого размещались две тюремные земляные избы и караульная изба. С западной стороны к кремлю примыкала вторая линия укреплений — острог, охватывавший торговую часть посада.

## История

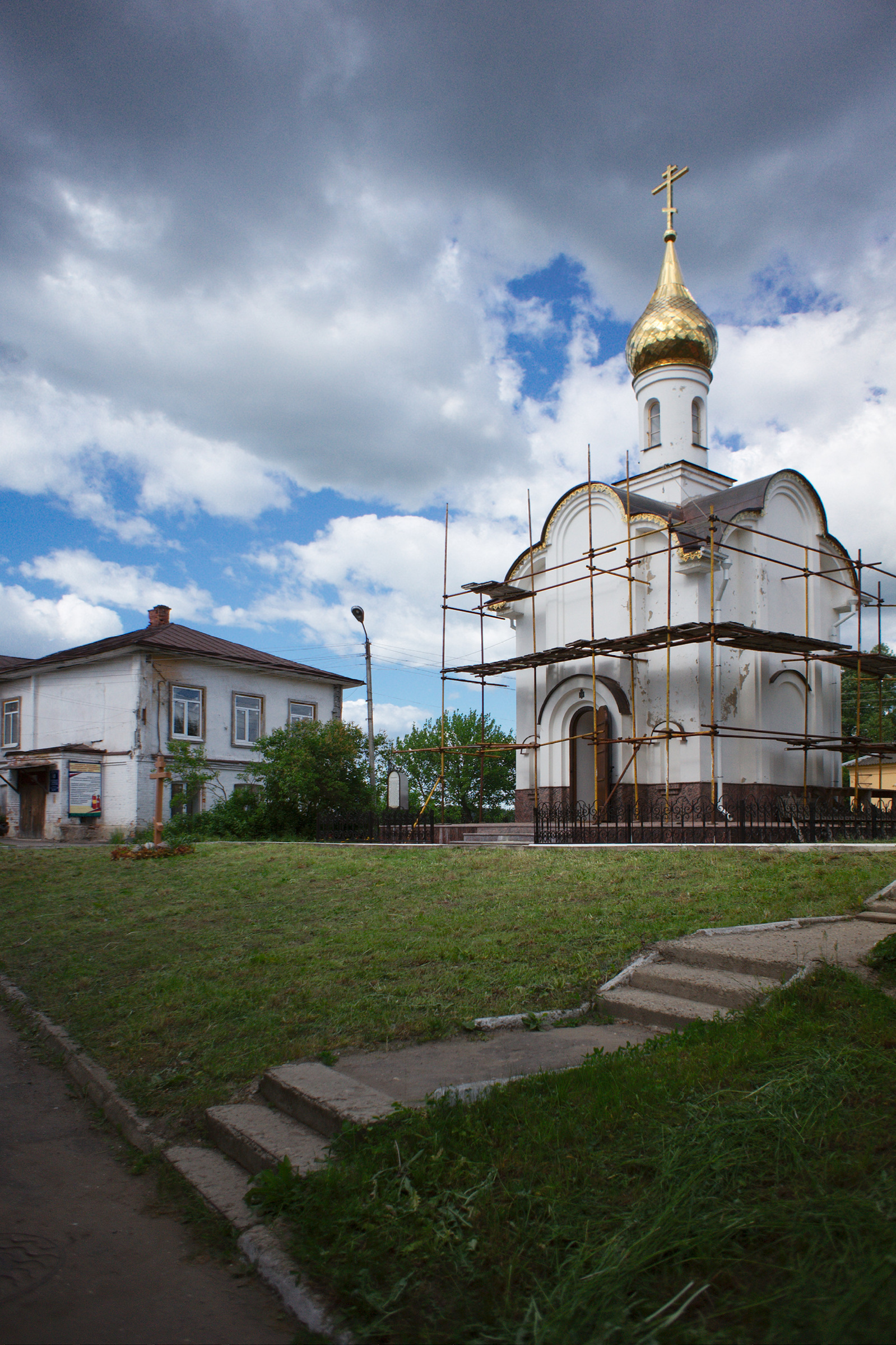
Часовня в Боровске на предполагаемом месте гибели Морозовой и Урусовой

Крепость была основана в XIV веке на месте древнерусского поселения X—XIII веков, оставившего после себя керамику. В 1480 году Иван III во время стояния на Угре готовил крепость к осаде ордынцами. В XVI веке крепость выполняла функции южного оборонительного форпоста Русского государства. В период Смутного времени Боровск подвергся сильному разорению. Наиболее трагическим событием для города в этот период стало восстание Болотникова. Боровчане, поддержавшие восставших, были наказаны войсками князя Фёдора Мстиславского, а деревянная Боровская крепость – сильно разрушена. В 1610 году, когда литовцы осаждали князя Михаила Волконского в Пафнутьевом монастыре, Боровская крепость осталась нетронутой. Её окончательное разрушение принёс сильный пожар 20 февраля 1634 года. После этого события Боровск потерял значение оборонного пункта и начал развиваться как торговый центр. В 1779 году остатки крепости были полностью разобраны.
Считается, что на Боровском городище находилась земляная яма, где в 1675 году были заморены голодом староверки боярыня Феодосия Морозова и её сестра, княгиня Евдокия Урусова. В 2003 году над предполагаемым местом их заточения была поставлена памятная часовня, а над местом захоронения — крест. До нашего времени на Боровском городище сохранились только постройки XIX—XX веков.